# Daubach (Westerwald)

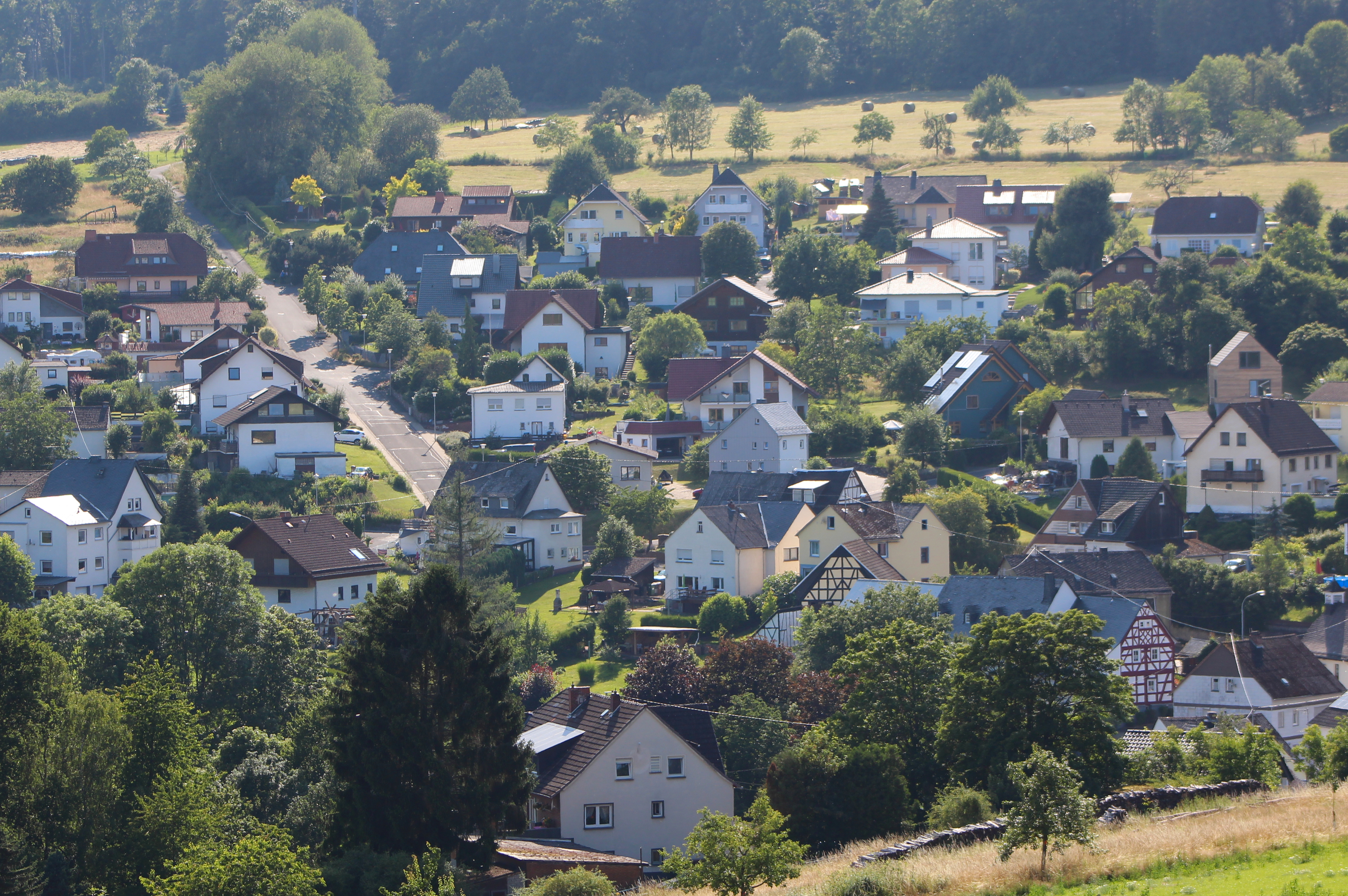
Ansicht von Daubach

Daubach ist eine Ortsgemeinde im Westerwaldkreis in Rheinland-Pfalz. Sie gehört der Verbandsgemeinde Montabaur an.

## Geographie
Der Ort liegt westlich der Bundesautobahn 3, fünf Kilometer von Montabaur, im Windschatten des Stelzenbachforstes, oberhalb des Gelbachtales und nur sieben Kilometer vom Lahntal mit der Bischofsstadt Limburg an der Lahn entfernt. Der Ortskern liegt in der Quellmulde des Daubachs, eines Nebengewässers des Gelbachs.
Zu Daubach gehört auch der Wohnplatz Häusgesmühle.
Nachbarorte von Daubach sind die Ortsgemeinden Untershausen im Norden, Stahlhofen im Osten, der Ortsteil Ruppenrod des bereits zum Rhein-Lahn-Kreis gehörenden Isselbach im Südosten, Horbach im Süden, Welschneudorf im Südwesten und Oberelbert im Westen.

## Geschichte
Der Ort wurde erstmals im Jahre 1343 urkundlich erwähnt.
Daubach gehörte bis zum Anfang des 19. Jahrhunderts zum rechtsrheinischen Teil von Kurtrier, der infolge des Reichsdeputationshauptschlusses 1803 dem Fürstentum Nassau-Weilburg zugeordnet wurde. Nach der Bildung des Rheinbundes gehörte Daubach von 1806 an zum Herzogtum Nassau. Unter der nassauischen Verwaltung war Daubach dem nassauischen Amt Montabaur und bis 1815 dem Regierungsbezirk Ehrenbreitstein, danach dem Regierungsbezirk Wiesbaden zugeordnet.
Nach einer Statistik des Herzogtums Nassau aus dem Jahre 1843 hatte die Gemeinde Daubach 149 Einwohner, die mit 44 Familien in 32 Häusern lebten. Die Einwohner waren ausnahmslos katholisch.
1866 wurde das Herzogtum Nassau von Preußen annektiert. Die Gemeinde Daubach wurde 1867 Teil der preußischen Provinz Hessen-Nassau und gehörte zum neu gebildeten Unterwesterwaldkreis. 1946 wurde die Gemeinde Daubach Teil des Landes Rheinland-Pfalz.
Daubach ist heute ein Wohnort mit drei kleineren Gewerbebetrieben, nämlich einer Schreinerei, einem Tierpräparator und einer Gaststätte. Das Lebensmittelgeschäft schloss im Jahre 2000. Der Bau einer eigenen Kapelle kann als herausragende Leistung in den 1990er-Jahren bezeichnet werden.
Einwohnerentwicklung
Die Entwicklung der Einwohnerzahl der Gemeinde Daubach, die Werte von 1871 bis 1987 beruhen auf Volkszählungen:
| Jahr | Einwohner |
| ---- | --------- |
| 1815 | 197       |
| 1835 | 179       |
| 1871 | 232       |
| 1905 | 207       |
| 1939 | 416       |
| 1950 | 222       |
| 1961 | 214       |

| Jahr | Einwohner |
| ---- | --------- |
| 1970 | 252       |
| 1987 | 351       |
| 1997 | 417       |
| 2005 | 476       |
| 2011 | 464       |
| 2017 | 465       |
| 2023 | 480       |

## Politik

### Gemeinderat
Der Gemeinderat in Daubach besteht aus acht Ratsmitgliedern, die bei der Kommunalwahl am 9. Juni 2024 in einer Mehrheitswahl gewählt wurden, und dem ehrenamtlichen Ortsbürgermeister als Vorsitzendem.

### Bürgermeister
Thorsten Hahn wurde 2014 Ortsbürgermeister von Daubach. Bei der Direktwahl am 26. Mai 2019 wurde er mit einem Stimmenanteil von 98,58 % und am 9. Juni 2024 als einziger Bewerber mit 97,4 % jeweils für weitere fünf Jahre in seinem Amt bestätigt.
Hahns Vorgänger Raimund Hahn hatte das Amt 25 Jahre ausgeübt.

### Wappen
| Wappen von Daubach | Blasonierung: „Wellenförmig gespalten von Silber und Grün, vorn ein durchgehendes, rotes Balkenkreuz; hinten eine auf goldenem Ast sitzende, nach rechts gewendete, herschauende, rotbewehrte, goldene Eule mit geschlossenem Flug.“ |
| Wappen von Daubach | Wappenbegründung: Die Wellenspaltung steht für den namensgebenden Daubach, das rote Balkenkreuz verweist auf die frühere Zugehörigkeit zum Kurstaat Trier, die Eule steht als Sinnbild für die Daubacher Bürger, die von den Bewohnern der Nachbargemeinden als „Eulen“ bezeichnet werden, das Grün weist auf die waldreiche Ortsumgebung hin. Die Genehmigung, dieses Wappen zu führen, wurde am 14. April 1981 erteilt. |

## Kultur und Sehenswürdigkeiten
In der Denkmalliste des Landes Rheinland-Pfalz (Stand: 2024) werden folgende Kulturdenkmäler genannt:
- Kriegerdenkmal 1914/18
- Zwei Fachwerkbauten in der Hauptstraße aus dem 17./18./Anfang des 19. Jahrhunderts

## Verkehr
Daubach liegt an der in Nord-Süd-Richtung verlaufenden Landesstraße 326, von der im Ort die Kreisstraße 167 in östlicher Richtung abzweigt.